# Stąporków
Stąporków è un comune urbano-rurale polacco del distretto di Końskie, nel voivodato della Santacroce.
Ricopre una superficie di 231,41 km² e nel 2004 contava 18 531 abitanti.